# Лейнинген, Карл
Карл Фридрих Вильгельм Эмих, князь Лейнинген (нем. Karl Friedrich Wilhelm Emich Fürst zu Leiningen; 12 сентября 1804 — 13 ноября 1856) — немецкий аристократ и политический деятель, 3-й князь Лейнингенский (4 июля 1814 — 13 ноября 1856). Единоутробный брат королевы Великобритании Виктории. Генерал-лейтенант баварской армии, первый премьер-министр правительства Германского союза (5 августа — 6 сентября 1848), сформированного Франкфуртским национальным собранием в 1848 году.

## Биография

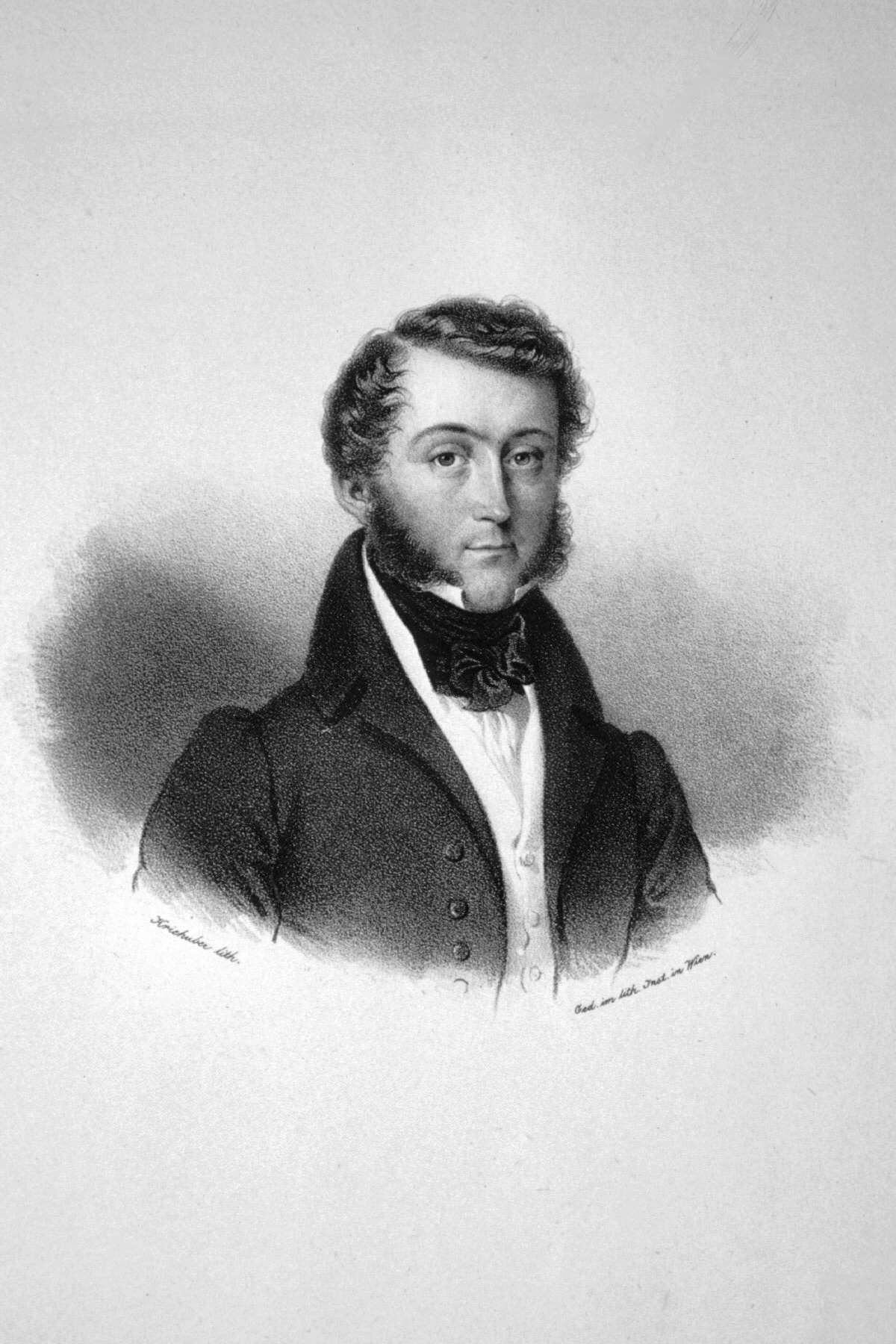
Карл цу Лейнинген, автор Йозеф Крихубер (1833 год)

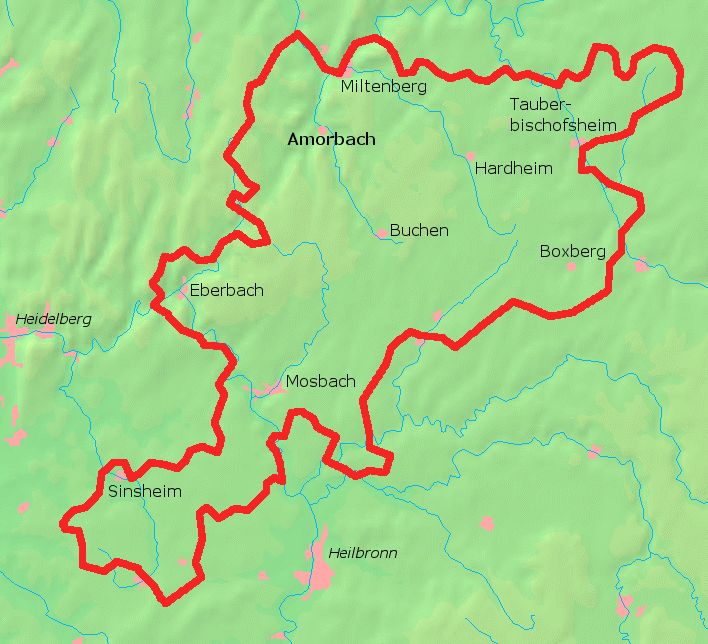
Княжество Лейнинген

Родился 12 сентября 1804 года в Аморбахе. Единственный сын князя Эмиха Карла Лейнингенского (1763—1814), и его второй супруги, принцессы Виктории Саксен-Кобург-Заальфельдской (1786—1861). С рождения Карл являлся наследным принцем Лейнингенским, так его сводный брат, наследный принц Фридрих Лейнингенский (1793—1800), сын Эмиха Карла от первого брака, скончался в семилетнем возрасте.
Князь Карл Фридрих Вильгельм Лейнингенский (1724—1807), дед Карла, получил во владение княжество Лейнинген в ходе германской медиатизации в 1803 году в качестве компенсации за потерянные родовые владение в Пфальце, который был оккупирован французскими революционными войсками, а затем был включен в состав Французской империи. Взамен князья цу Лейнинген получили в наследственное владение секуляризованное аббатство Аморбах, которое стало их резиденцией. Княжество Лейнинген поочередно входило в состав Великого герцогства Баден, Великого герцогства Гессен и Королевства Бавария.
4 июля 1814 года после смерти своего отца Эмиха Карла девятилетний Карл был объявлен третьим князем Лейнингенским под регентством своей матери Виктории Саксен-Кобург-Заальфельдской. 11 июля 1818 года его мать Виктория, вдова Эмиха Карла, во дворце Кью вторично вышла замуж за принца Эдварда, герцога Кентского (1767—1820), четвертого сына короля Великобритании Георга III.

## Брак
13 февраля 1829 года князь Карл Лейнингенский в Аморбахе женился на богемской графине Марии фон Клебельсберг (27 марта 1806 — 28 октября 1880), дочери графа Максимилиана фон Клебельберга и Марии Анны фон Турба. У них было двое сыновей:
- Принц Эрнст Леопольд Лейнинген (9 ноября 1830 — 5 апреля 1904), наследовал своему отцу в качестве 4-го князя Лейнингена в 1856 году
- Принц Эдуард Фридрих Максимилиан Иоганн Лейнинген (5 января 1833 — 9 апреля 1914), не женат.

## Карьера
Карл учился в частной школе в Берне. В 1821—1823 годах он изучал право в Геттигентском университете под руководством юриста Карла Фридриха Эйхгрона. Он проводил каникулы в Англии вместе со своей матерью, отчимом и сводной сестрой, принцессой Александриной Викторией. На английском дворе, благодаря усилиям матери, он углублял свои знания в искусстве и живописи.
В 1823—1842 годах князь Карл Лейнинген занимался управлением своего княжества и развитием своей новой резиденции замка Вальдлейнинген возле Мудау, где с 1828 года началось строительство нового каменного дворца. Замок Вальдлейнинген, резиденция князей Лейнинген, представлял собой романтический комплекс, напоминающий не неготические замки Великобритании. В 1837 году князь Карл Лейнинген был награжден Орденом Подвязки.
Князья Лейнингенские были членами ландтага в Великом герцогстве Баден, Великом герцогстве Гессен и Королевстве Бавария. Князь Карл стал президентом верхней палаты (рейхсрата) Баварии в 1842 году. Также князь Карл цу Лейнинген получил чин генерал-лейтенанта баварской армии. 20 апреля 1842 года князь Карл Лейнинген был одним из создателей и первым президентом общества по защите немецких иммигрантов в Техасе («Adelsverein»).
Во время Германской революции 1848—1849 годов князь Карл Лейнингенский имел репутацию либерального и свободомыслящего реформатора. Он выступал за внедрение парламентаризма и открыто критиковал привилегии аристократии. 6 августа 1848 года он был назначен первым премьер-министром революционного немецкого правительства под руководством эрцгерцога Иоганна Австрийского. Кроме того, князь Карл Лейнинген имел родственные связи с британским королевским домом. Его кабинет министров изначально пользовался поддержкой большинства либералов и левых во франкфуртском парламенте. Но уже 5 сентября 1848 года князь Карл Лейнинген ушел в отставку из-за Шлезвиг-Гольштейнского вопроса. Его преемником стал австрийский политик Антон фон Шмерлинг, который занимал пост премьер-министра до декабря.

## Поздняя жизнь и смерть
В мае 1851 года князь Карл цу Лейнинген также ушел в отставку с должности президента общества «Adelsverein», его преемником на этом посту стал князь Герман цу Вид. Вскоре после бракосочетания своей племянницы, принцессы Виктории, с принцем Фридрихом Прусским, в 1855 году, он перенес первый инсульт. 13 ноября 1856 года после второго инсульта князь Карл Лейнингенский скончался в возрасте 52 лет в замке Вальдлейнинген. Герцог Альберт Саксен-Кобург-Готский писал, что для самого Карла смерть была избавлением:

Его жизнь могла стать в высшей степени печальной, ведь он оказался банкротом в физическом, моральном и финансовом отношениях. Для нас он был прошлым, настоящим и будущем. Его мать (Виктория), больше всего горюет… она убита горем, но скорбит очень стойко и трогательно. Судить о том, что подумает и почувствует Мария (вдова), мне бы не хотелось. Очень жаль его сыновей. Эдуарда я не знаю, но думаю, что у него довольно поверхностная душа. Эрнест, конечно, порядочный и благородный человек, к которому я питаю доверие и уважение. Он влюблен в свою трудную службу и уже столкнулся со множеством опасностей. 